# سوزنی در انبار زمان
سوزنی در انبار زمان (به انگلیسی: Needle in a Timestack) فیلمی محصول سال ۲۰۲۱ و به کارگردانی جان ریدلی است. در این فیلم بازیگرانی همچون لسلی اودم جونیور، فریدا پینتو، اورلاندو بلوم، جیدین وانگ، هیرو کاناگاوا و آلساندرو جولیانی ایفای نقش کرده‌اند.